# Dennis, Geschichten eines Lausbuben
Dennis, Geschichten eines Lausbuben (auch: Dennis – Die Geschichte eines Lausbuben) ist eine US-amerikanische Fernsehserie, die auf der 1951 erschienenen Comic-Vorlage Dennis (engl. Dennis the Menace) von Hank Ketcham basiert, für die dieser 1953 den Reuben Award der National Cartoonists Society erhielt. Die Serie wurde zwischen 1959 und 1963 von Screen Gems, Dariell Productions und Hank Ketcham Enterprises für den US-amerikanischen Fernsehsender CBS produziert.

## Handlung
Die Handlung der Serie dreht sich um Dennis Mitchell, das einzige Kind von Alice und Henry Mitchell, einem Ingenieur. Dennis ist ein gutmütiger, neugieriger und energiegeladener Junge, der seinem Nachbarn George Wilson – einem friedliebenden und zur Perfektion neigenden Geschäftsmann im Ruhestand – und dessen Frau Martha helfen will, aber durch seine schelmische und unkonventionelle Art eher Chaos und Zerstörung verbreitet. Da die Wilsons keine eigenen Kinder haben, sieht Martha in Dennis einen Enkelersatz.
Im Grunde ist Dennis ein wohlmeinender Junge, der eine Latzhose trägt und eine Zwille in seiner Tasche hat, und seinem Umfeld helfen will, Situationen aber falsch einschätzt und diese dadurch schlimmer macht. Diesen Umstand bekommen vor allem die Nachbarn zu spüren und er lässt seine Eltern verzweifeln. In Herrn Wilson sieht Dennis zudem einen guten Freund („Good Ol’ Mr. Wilson“; deutsch: „Guter alter Herr Wilson“) und auch Herr Wilson entwickelt über die Zeit eine Hassliebe zu dem „Lausbuben“.
Dennis’ Freunde sind Tommy, Seymour und Margaret, die kindlich unschuldig für Dennis schwärmt. Als die Wilsons wegziehen, übernehmen Wilsons Bruder John – ein Schriftsteller – und dessen Ehefrau Eloise das Haus und werden die neuen Nachbarn der Mitchells.

## Ausstrahlung und Episoden
Als Ersatz für Erwachsen müßte man sein (Leave It to Beaver) ließ CBS Ende 1958 eine Pilotfolge mit dem Titel Dennis Goes to the Movies drehen; in dieser spielt der von Jay North dargestellte Dennis noch vorsätzlich Streiche, was zu Beginn der ersten Staffel der Serie allerdings eingestellt wurde. Zwischen dem 4. Oktober 1959 und dem 7. Juli 1963 wurde die Serie wöchentlich auf CBS ausgestrahlt und lief ab der zweiten Staffel jeweils sonntags nach Lassie und vor Ausgaben der Ed Sullivan Show (davor montags). Insgesamt wurden 146 Folgen in vier Staffeln produziert; nach den durch den Tod von Joseph Kearns ausgelösten Veränderungen waren die Einschaltquoten rückläufig.
| Staffel | Folgen | Erstausstrahlung   | Letzte Ausstrahlung | Nielsen-Rang | Bewertung |
| ------- | ------ | ------------------ | ------------------- | ------------ | --------- |
| 1       | 32     | 4. Oktober 1959    | 6. Juni 1960        | 16           | 26,0      |
| 2       | 38     | 2. Oktober 1960    | 25. Juni 1961       | 11           | 26,1      |
| 3       | 38     | 1. Oktober 1961    | 1. Juli 1962        | 17           | 23,8      |
| 4       | 38     | 30. September 1962 | 7. Juli 1963        | -            | -         |

Ab 1961 begann NBC bereits mit der Zweitverwertung und strahlte Wiederholungen im Nachmittagsprogramm aus und zwischen 1963 und 1965 jeweils am Samstag. Die Fernsehserie wurde aufgrund ihrer Beliebtheit auch nach der Absetzung regelmäßig wiederholt, so zwischen 1985 und 1994 auf Nickelodeon, in den Jahren 2002 und 2003 auf TV Land und seit 2011 auf Antenna TV.
Dennis, Geschichten eines Lausbuben wurde auch ins Ausland verkauft. So liefen 103 Folgen der ersten drei Staffeln in Großbritannien erstmals zwischen 1960 und 1966 unter dem an das Original angelehnten Titel Just Dennis auf ITV und in den 1980er Jahren auf dem europaweit ausgestrahlten britischen Fernsehsender Sky Channel, der später in dem 2021 eingestellten Sender Sky One aufging.
Im deutschen Sprachraum wurden lediglich 13 Folgen der ersten Staffel von der Bavaria Atelier in München synchronisiert und in den Jahren 1961 und 1962 im Vorabendprogramm der ARD gezeigt; Wiederholungen gab es jedoch keine.
| Folge | Deutscher Titel              | Originaltitel (en)           |
| ----- | ---------------------------- | ---------------------------- |
| 1     | Dennis geht ins Kino         | Dennis Goes to the Movies    |
| 2     | Dennis und das Straßenschild | Dennis and the Signpost      |
| 3     | Dennis geht fischen          | The Fishing Trip             |
| 6     | Dennis’ Garten               | Dennis’ Garden               |
| 9     | Dennis verkauft Flaschen     | Dennis Sells Bottles         |
| 11    | Das Weihnachtsfest           | The Christmas Story          |
| 14    | Das Vogelhaus                | Dennis’ Tree House           |
| 18    | Dennis und die Ente          | Dennis and the Duck          |
| 20    | Der Hund                     | Dennis and the Dog           |
| 24    | Dennis sammelt Altpapier     | Dennis’ Paper Drive          |
| 25    | Die Bienen                   | Dennis and the Bees          |
| 27    | Dennis wird Babysitter       | Dennis Becomes a Baby Sitter |
| 30    | Die Ruhebank                 | Dennis by Proxy              |

In den Jahren 2011 und 2012 veröffentlichte die zu Sony Pictures gehörende Vertriebsfirma Shout! Factory alle vier Staffeln in ungeschnittener Version auf DVD (Region 1). Am 7. August 2012 wurde zudem eine Kompilation aus zwanzig Folgen unter dem Titel Dennis the Menace – 20 Timeless Episodes veröffentlicht und später ein alle Staffeln umfassendes Boxset; eine deutsche Sprachfassung existiert nicht.
Die erste Staffel der DVD-Veröffentlichung enthält neben den regulären Serienfolgen den Pilotfilm, damalige Werbespots und Trailer der Fernsehserie sowie eine Folge der von Donna Reed moderierten Sendung Donna Decorates aus dem Jahr 1960, in der die Hauptdarsteller Jay North und Joseph Kearns zu Gast waren; es sind auch Interviews weiterer Darsteller enthalten.

## Hintergrund
Die Figur des Dennis Mitchell wurde Dennis Ketcham nachempfunden, dem Sohn des Zeichners Hank Ketcham.
Die Serie wurde primär in der Sound Stage 7 der Columbia Studios und auf der Warner Bros. Ranch in Burbank gedreht und von Harry Ackerman sowie James Fonda (1959–61) und Winston O’Keefe (1961–63) produziert. Durch Rückmeldungen besorgter Eltern wurden Dennis’ Streiche ab der siebten Folge entschärft und mehr an die moderate Originalvorlage von Ketcham angepasst.
Am 17. Februar 1962 verstarb der Darsteller von George Wilson, Joseph Kearns, unerwartet während der Dreharbeiten zur dritten Staffel an einer Gehirnblutung und zwei Folgen mussten ohne ihn abgedreht werden. In den letzten sechs Folgen der Staffel, sowie in der vierten Staffel, übernahm Gale Gordon die Rolle des Nachbarn, der als Wilsons Bruder John in die Serie eingeführt wurde. Die Abwesenheit Kearns’ und das Erscheinen von Gordons Figur John wird dramaturgisch damit erklärt, dass dieser seiner Schwägerin Gesellschaft leistet, solange George mit einem auswärtigen Immobilienverkauf in Ohio beschäftigt sei. Auch die Figur der Martha Wilson, gespielt von Sylvia Field, wurde zum Ende der dritten Staffel aus der Serie geschrieben und durch eine Reise erklärt.
In der finalen vierten Staffel übernimmt John Wilson das Haus von seinem Bruder George, was allerdings erst in der siebten Folge der Staffel Erwähnung findet; der Verbleib von George und Martha Wilson wurde nie vollständig aufgelöst, auch wenn dem Publikum der Hintergrund der Veränderungen bekannt war. Die von Sara Seegar gespielte Eloise Wilson, Ehefrau von John, lebt fortan mit im Haus.
Gordon entsprach dem Mr. Wilson aus der Comicserie sehr gut und sein Charakter war streitsüchtiger angelegt, aber er wurde vom Publikum nie vollständig angenommen. Außerdem war der Dennis-Darsteller Jay North in der letzten Staffel fast zwölf Jahre alt und entsprach nicht mehr dem kindlichen Rollenbild – in der Staffel wurde auch auf die Latzhose als Markenzeichen der Figur verzichtet. Da North und Kearns ihre Rollen nachhaltig geprägt hatten – und aufgrund rückläufiger Einschaltquoten – entschied sich CBS gegen eine Neubesetzung und ließ die Fernsehserie nach der vierten Staffel im Sommer 1963 auslaufen.
Wie damals üblich traten namhafte Unternehmen als Sponsoren der Serie auf, so die Kellogg Company und Best Foods („Skippy Erdnussbutter“). Im Vergleich zur Comicvorlage fehlt in der Fernsehserie Dennis’ Hund Ruff.
Jahre nach der Ausstrahlung der Serie berichtete Jay North in einem Interview mit E! True Hollywood Story auf E!, dass er nach der ersten Staffel der Serie nicht mehr glücklich war Kinderdarsteller zu sein, da seine Tante Marie E. Hopper, die ihn vertrat, in diesen Jahren sehr autoritär wurde, ihn kontrollieren wollte und sogar mit körperlicher Bestrafung drohte; dieser Umstand war seiner Mutter, den anderen Darstellern und der Filmcrew damals nicht bekannt.

## Filme
Neben der eng an die Comic-Vorlage von Hank Ketcham angelehnten Fernsehserie gab es weitere Umsetzungen.
1986 erschien die Zeichentrickserie Dennis mit 78 Folgen in zwei Staffeln und im Jahr 1987 der Fernsehfilm Dennis – Der Quälgeist mit Victor DiMattia in der Hauptrolle. 1993 spiele Mason Gamble die Figur des Dennis an der Seite von Lea Thompson, Christopher Lloyd und Walter Matthau als Mr. Wilson im gleichnamigen Kinofilm; der Film orientierte sich dabei lose an der Originalvorlage und greift Handlungsstränge aus den zu dieser Zeit sehr erfolgreichen Kevin – Allein zu Haus-Filmen auf. Zudem wurde eine Videospiel-Adaption des Films veröffentlicht: Dennis in Europe. Im selben Jahr erschien die Zeichentrick-Umsetzung namens All-New Dennis the Menace mit 13 Folgen.
1998 folgte der Film Dennis – Widerstand zwecklos mit Justin Cooper als Dennis, 2002 eine weitere Zeichentrick-Adaption namens Dennis the Menace in Cruise Control und 2006 Weihnachten mit Dennis – Eine schöne Bescherung! mit Maxwell Perry Cotton und Robert Wagner in den Hauptrollen. Beide Filme konnten, wie auch der Fernsehfilm, nicht an den Erfolg der Serie und des Films von 1993 anknüpfen und wurden direkt auf Video bzw. DVD veröffentlicht.

## Nominierungen
2006 wurde Jay North für den TV Land Award in der Kategorie „Character Most Desperately in Need of a Timeout“; die Nominierung erfolgte aufgrund der häufigen Wiederholungen und ungebrochenen Beliebtheit der Serie in den Vereinigten Staaten.